# اللغة الكيتية
اللغة الكيتية، أو لغة الإمباك أو ينيسي أوستياك كما كانت تُعرف سابقاً، هي لغة سيبيرية لطالما ساد اعتقاد خاطئ بأنها لغة معزولة، كما أنها اللغة الوحيدة الناجية من عائلة اللغات الينيسية. يسود استخدامها في وسط حوض نهر ينيسي من قبل شعب الكيت.
تعد الكيتية لغةً مهددةً بالانقراض، فقد انخفضت أعداد الينيسيين الناطقين بها كلغة أم من 1225 في العام 1926 إلى 537 في العام 1989. لغة اليوغ هي لغة ينيسية أخرى، وقد انقرضت في التسعينات من القرن العشرين.